# Ivan Stare
Ivan Stare, slovenski partizan, politik in železničar, * 13. avgust 1913, † ?.
21. decembra 1941 je vstopil v NOV in POS. Kot pripadnik Gubčeve brigade je bil eden izmed odposlancev, ki so se udeležili Zbora odposlancev slovenskega naroda v Kočevju.